# テオドール＝オギュスタン・フォルカード
テオドール＝オギュスタン・フォルカード（フランス語: Théodore-Augustin Forcade、1816年3月2日 - 1885年9月12日）は、フランスのカトリック教会の宣教師である。日本使徒座代理区の初代代理区長（在位：1846年 - 1852年）、エクス＝アン＝プロヴァンス大司教（在位：1873年 - 1885年）を務めた。

## 生涯
18世紀の著名な宮廷音楽家で学士院会員だったフランソワ・ジルーとマリー＝フランソワーズ・ド・ボーモン・ダヴァントワの孫として、ヴェルサイユで生まれた。神学校を卒業後に宣教師となり、1842年パリ外国宣教会に入会し、東アジアへの宣教を始めた。1843年8月にパリ外国宣教会会計部助手として中国マカオを訪問
、その後1844年（弘化元年）マカオの同宣教会極東地区会計部長リボア神父の命令により、中国生まれの神学生アウグスチノ高を通訳として、フランス海軍セシル提督麾下デュプラン大佐の指揮するコルベット艦アルクメーヌ号に乗り那覇に渡った。尚育王の許可を受けて琉球王国や日本でも宣教活動を始めようとし、沖縄に2年間滞在したが目的を果たせず、1846年（弘化3年）5月グレゴリオ16世により日本及び琉球の教皇代理に任命され、同年セシル提督の旗艦クレオパトル号に乗り長崎に入った。長崎港に停泊すること3日、鎖国により上陸できず、朝鮮、マニラ、マカオを経て香港へ赴き、1847年（弘化4年）2月21日、日本の教皇代理として司教に叙階された。その後、フランスに帰り数日休養。さらにローマに赴き、布教聖省の「東西貿易の中心地である香港に留まり日本入国の機会を待つがいい」との判断に従い、臨時に香港教区長に就任。ムニクウ神父とシャルトルの聖パウロ修道女会会員を数名連れて1848年（嘉永元年）9月に到着した。香港では、布教の傍ら日本語を学習して日本渡航の機会を待ったが、病気にかかり、マニラ、アモイ、ニンポーの修道院を転々として療養し、1851年（嘉永4年）の暮れには上海で開催された司教会議に出席。療養のため帰国することとなり、後をリボア神父に託し、1852年1月香港を出航した。1846年から1852年まで日本使徒座代理区の名目上の大司教を務めたことになる。ローマの布教聖省に立ち寄り、司教会議決議録を届けたあと、故郷で1ケ年ほど療養。
帰国後はフランスのグアドループに移り、1853年から1860年まで大司教を務めた。次にヌヴェール教区、エキス教区に転任した。エキス在任中の1875年（明治8年）にはオズーフ神父を日本北緯代牧として司教に叙階した。また、聖母の出現（ルルドの聖母）で注目を集めたベルナデッタ・スビルーを守るため、愛徳女子修道会の入会を斡旋。エクサンプロヴァンスで死去した。

## 著作
- 『フォルカード神父の琉球日記 幕末日仏交流記』 ISBN 412-2019877
中島昭子・小川早百合訳、中央公論社〈中公文庫〉、1993年4月

### 日本語
- フランシスク・マルナス『日本キリスト教復活史』 久野桂一郎訳、みすず書房、1985年
- 中島昭子「フォルカード神父とカトリックの日本再布教」- 『キリシタン史の新発見』（岸野久・村井早苗編、雄山閣、1996年）所収
- 小川早百合「19世紀西欧における琉球情報と宣教師」- 『キリシタン史の新発見』（岸野久・村井早苗編、雄山閣、1996年）所収

### 欧文
- Franscisque Marnas, La "religion de Jésus" ressuscitée au Japon dans la seconde moitié du XIX e siècle, Paris, Delhomme et Briguet, 1896.
- Edmond Marbot, Nos Évêques. Vie de Mgr Forcade, archevêque d’Aix, Arles et Embrun, Aix en Prevence, A. Makaire, 1889.
- Gilles van Grasdorff, La belle histoire des Missinos étrangères 1658-2008, Paris, Perrin, 2007.
- Gilles van Grasdorff, À la découverte de l'Asie avec les Missions étrangères, Paris, Omnibus, 2008.